# Vlado Goreski
Vlado Goreski (Bitola, Jugoszlávia, 1958. április 21. –) macedón festőművész és színházi díszlettervező.

## Életpályája
Vlado Goreski 1958. április 21-én született Bitolában (Jugoszlávia, ma Észak-Macedónia).
A ljubljanai Szépművészeti Akadémián tanult.
A bitolai nemzetközi grafikus triennál rendezője.
Több mint száz kiállításon vett részt világszerte: Szlovénia, Horvátország, Franciaország, Anglia, Olaszország, Mexikó, Lengyelország, Biennial of miniature graphics, Oroszország, Japán, Moldova, Magyarország, Törökország, Brazília, Argentína, Szerbia, Örményország, Románia.
Több mint húsz nemzeti és nemzetközi díjat kapott a művészet területén elért eredményeiért.

### Festés, grafika

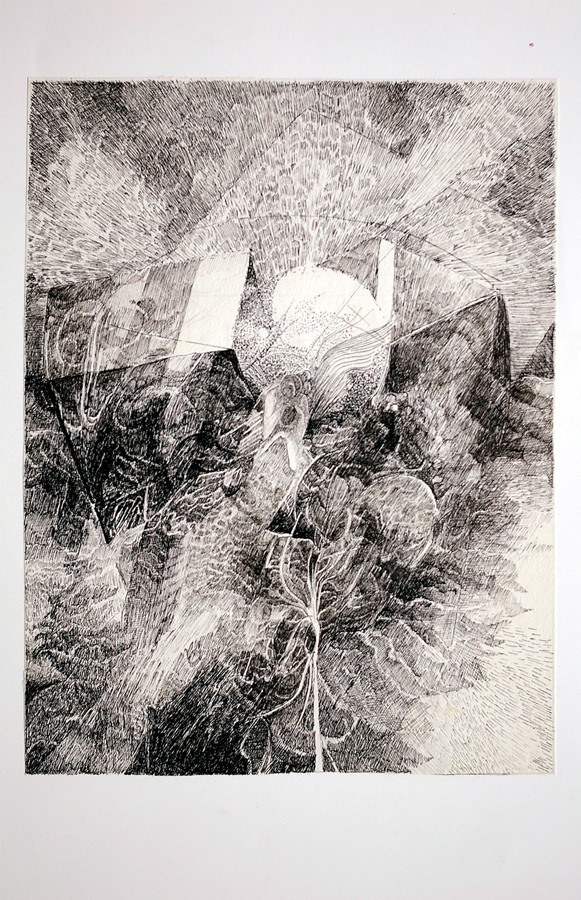
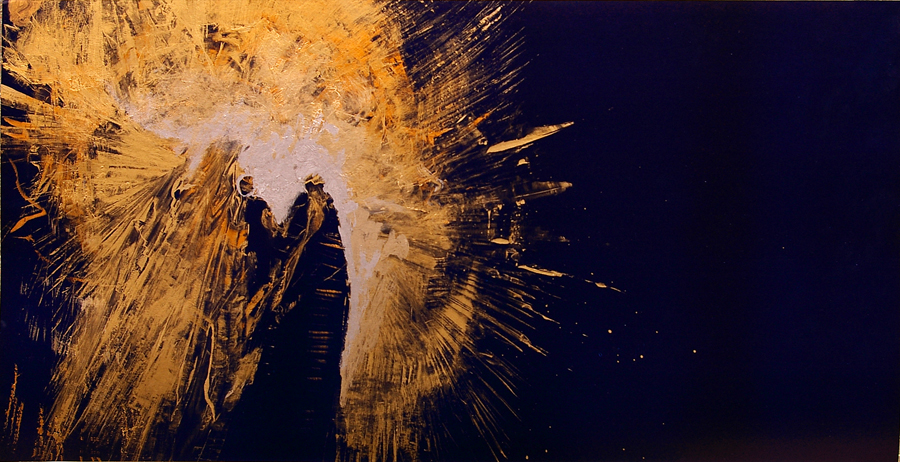
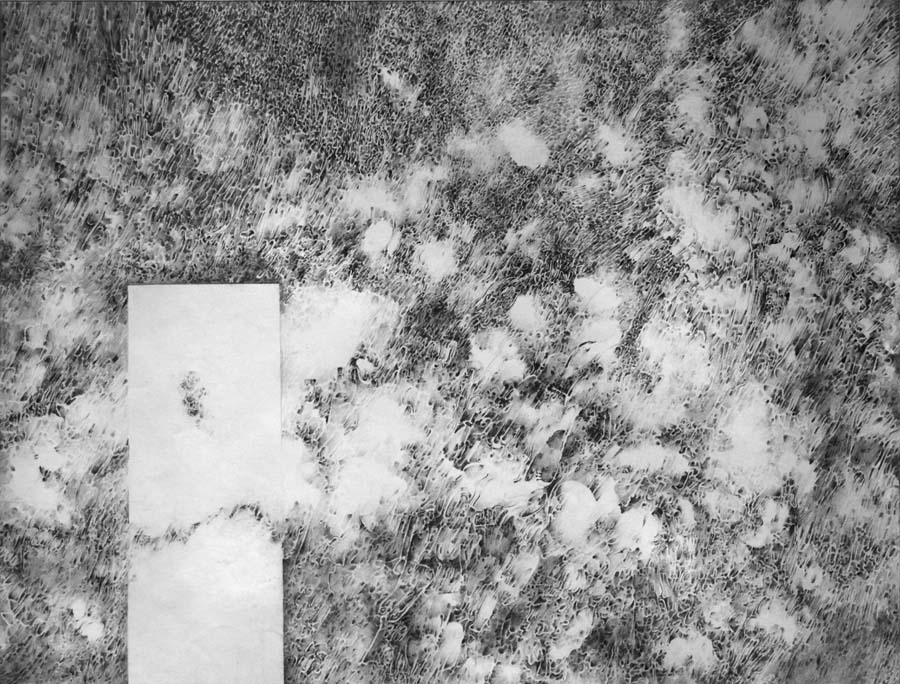

### Színházi dekoráció

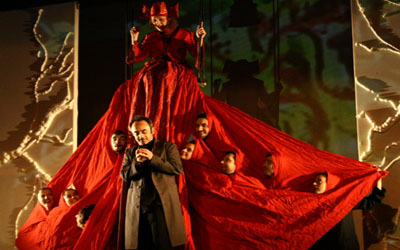
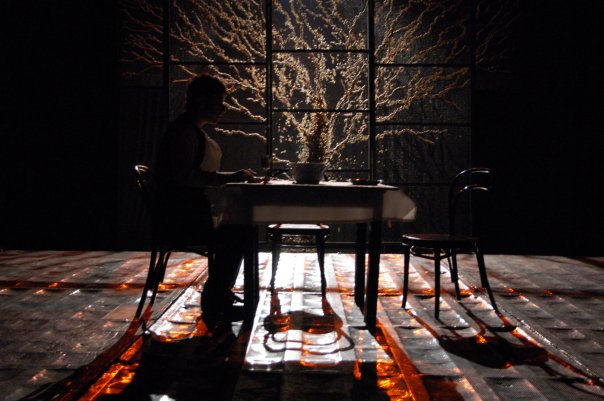
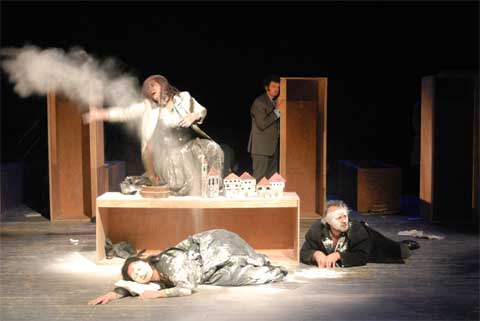
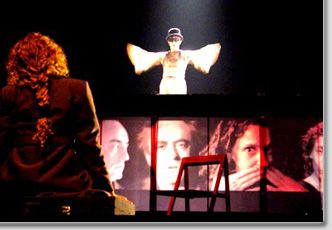
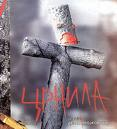